# Dalle (architecture)
Pour les articles homonymes, voir dalle.
Une dalle est une plaque horizontale en béton d'une surface pouvant être très importante. On l'appelle aussi plancher béton.

## Définition
Une dalle désigne d'abord une plaque monolithe taillée dans une roche, et destinée à la couverture d'une voie, d'un monument, d'une tombe. Ce n'est qu'avec l'apparition du béton armé, la pierre artificielle, que dalle est employé pour désigner les planchers de béton[réf. nécessaire].

## Dalle
(janvier 2025).
Le terme désigne aussi bien le composant de gros œuvre que le composant architectural. Elle fournit dans la conception architecturale les planchers en même temps que les plafonds dans les étages des bâtiments modernes, elle fournit le support pour des passages piétons ou automobiles, pour des jardins. Elle permet l'architecture hors-sol des bâtiments leur plateaux d'accès en rez-de-dalle par ses possibilités de donner forme à leurs abords en gradins, mails et jardins...
La dalle peut se comporter comme une « plaque » et se porter « toute seule », donc avoir des poutres invisibles intégrées  faites avec un ferraillage particulier, ou avoir des poutres ou caissons avec leur retombées, (leur épaisseur visible par une face horizontale basse), coulés à part selon un maillage défini par leur portée. 
La poutraison intégrée en augmentant l'inertie fournit la rigidité  nécessaire à l'ensemble. 
Les grandes portées sont faites avec du béton précontraint. Un maillage de structure avec standardisation des éléments utilisés  pour faire la  construction aboutit fréquemment à la fabrication de prédalles qui favorisent l'économie et diminuent les contraintes de temps de réalisation du chantier. 
Les prédalles sont des dalles minces de 5-8 cm au ferraillage essentiellement débordant à l'extérieur devant être bétonné dans la dalle finie, dont la face supérieure fournit une bonne accroche  au béton futur. En fait ce sont des  coffrages intégrés aux futures dalles à couler et les prédalles peuvent être en précontrainte avec une flèche qui sera absorbée par le poids de la coulée puis les charges reçues.
Si la dalle est mince, elle peut être coulée en finition « monolithe », c'est-à-dire sur une seule couche. L'épaisseur régulière et la forme de pente nécessaire à l'écoulement des eaux reçues sont obtenues par le tirage régulier avant prise d'une règle de maçon selon la vitesse de prise liée aux conditions extérieures et aux composants du béton. La dalle peut être faite avec du béton autonivelant (BAN) qui ne nécessite pas de vibreur.
La finition de maçonnerie se fait à la règle tirée au bon moment en fin de prise. La face supérieure nécessite un soin qui ne peut se reprendre de bonne façon après coup par un ajout d'eau ou de liant ou mortier ou un talochage donnant une ségrégation, la face supérieure étant dans la durée soumise à corrosion et fatigue. La surface mise en œuvre par coulée est d'une grande importance. 
La dalle finie peut comporter une chape, une épaisseur supplémentaire ajoutée sur une dalle qui a été mise à niveau au râteau. Cette chape peut être désolidarisée de la dalle : la chape flottante. Ces chapes servent à obtenir le niveau fini du plancher, du plateau, quel que soit le revêtement.
Ces choix de composition de structure de dalle sont faits selon l'usage futur de la dalle et ses contraintes attendues architecturales, pour l'habitat, pour les bâtiments industriels, pour les bâtiments publics, ses contraintes d'infrastructures construites en génie civil.

### Dalle intérieure
La dalle intérieure compose la base des planchers constituant les étages du bâtiment.  Le premier plancher le plus bas, si le bâtiment n'est pas sur vide sanitaire, peut être en contact avec le terrain recevant la construction. Il s'agit soit d'un radier servant de fondation au reste de l'immeuble dans le cas d'un terrain hétérogène ou inondable, soit d'une dalle sur sol (dalle de propreté ou dalle couvre-plancher) ou d'une plateforme simple (dallage) qui ne sert pas d'élément de fondation. La dalle en étage est à la fois plancher et plafond, elle est aussi au dernier niveau le support possible de l'étanchéité de l'édifice.
Le dessin en plan des dalles du bâtiment peut aboutir à des coffrages standards pour des fabrications de planchers de pièces à forme répétitives (de garages-box, de bureaux, d'hôtels livrés à des sociétés). 

#### Radiergénéral
Les bases des porteurs verticaux sont en excavation plus profonde que la dalle, avec des chapeaux d'armature positionnés côté face basse de dalle et des fers verticaux piqués en attente.  La dalle est coulée sur un film plastique recouvrant un lit de sable, avec  son treillis soudé d'armature positionné côté face haute de dalle, lié aux fers piqués dans les bases. La dalle fait avec les murs un cuvelage qui ne doit pas déstabiliser le bâtiment en le faisant flotter, elle doit comporter des orifices de drain de remontée de l'eau de nappe phréatique à l'intérieur du bâtiment. Lorsque le niveau de nappe monte, l'eau sera pompée. Le radier est utilisé pour des constructions du gabarit d'immeuble d'habitat ou construction haute.

#### Plateforme
La dalle est coulée avec  son treillis soudé d'armature légère sur un film plastique recouvrant un lit de sable. Ou bien la dalle est coulée sur un béton de propreté : une couche de béton mince directement mis à même le sol nivelé et qui a sa prise avant la coulée de la dalle qui doit supporter des charges. La plateforme est faite indépendamment des fondations des murs à semelles filantes ou poteaux avec leurs longrines, qui sont porteurs en général d'une structure de quelques étages ou seulement du toit, cas fréquents dans les constructions de bâtiments commerciaux ou industriels.

#### En étage
La dalle en niveau est coulée sur coffrage avec  son treillis soudé d'armature sur des porteurs. 
La dalle peut aussi être faite sur des prédalles servant de coffrage perdu.
Plutôt que posée, la dalle est liée aux ferraillages des murs, des voiles minces ou  des « poteaux » en béton (éléments verticaux à section quasi carrée de dimensions faible : 20 à 100 cm).  En structure mixte béton-fer, la dalle est posée attachée, boulonnée, s'il n'y a pas de poutres, à des platines appartenant à des éléments porteurs composés de profils métalliques soudés. Elle supporte les cloisons légères, les murs rideaux de façade. La  sous-face de la dalle constitue le plafond presque  prêt à peindre. 
La dalle peut être double, (une dalle plafond, un vide de quelques centimètres, une dalle plancher), pour diminuer la conduction phonique et thermique et séparer plus fortement les voisinages.
La dalle peut comporter un système de chauffage intégré pour le local dont elle est le plancher et parfois pour le local dont elle est le plafond. La contrainte est de ne pas dépasser une température qui doit être assez basse pour éviter les désagréments de santé des occupants, et de profiter de l'inertie calorifique et constituer un stockage de chaleur.
- Chauffage électrique : une  résistance serpentin est déposée au coulage du béton et permet d'avoir le chauffage de base par le sol. Dans certains cas il est en plafond, envisageable par exemple en double dalle, et le chauffage est irradiant.
- Chauffage central à chaudière individuelle ou collective : un tuyau serpentin intégré au béton fait de la dalle un radiateur basse température (système quasiment abandonné après ses mises en œuvre après 1965, et à nouveau à l'ordre du jour après 2007).

Le niveau fini des surfaces variées de la dalle est atteint en ajoutant à la dalle des chapes plus ou moins épaisses correspondant à des revêtements de surface minces ou épais : des moquettes (2 cm), des carreaux (3–4 cm), des parquets bois (jusqu'à 10 cm). Dans un contexte d'agressivité d'usage (usage industriel, accès du public), ces chapes peuvent contenir des additifs évitant la corrosion et l'usure due aux passages répétés ou passage de charges lourdes  (chape de compression, chape de dureté) si elles sont nues ou peintes.
La dalle terrasse inaccessible est en général le support de l'étanchéité asphaltée avec couche de gravier au-dessus du tout et ne présente pas de caractéristiques particulières. La dalle accessible est une dalle extérieure.

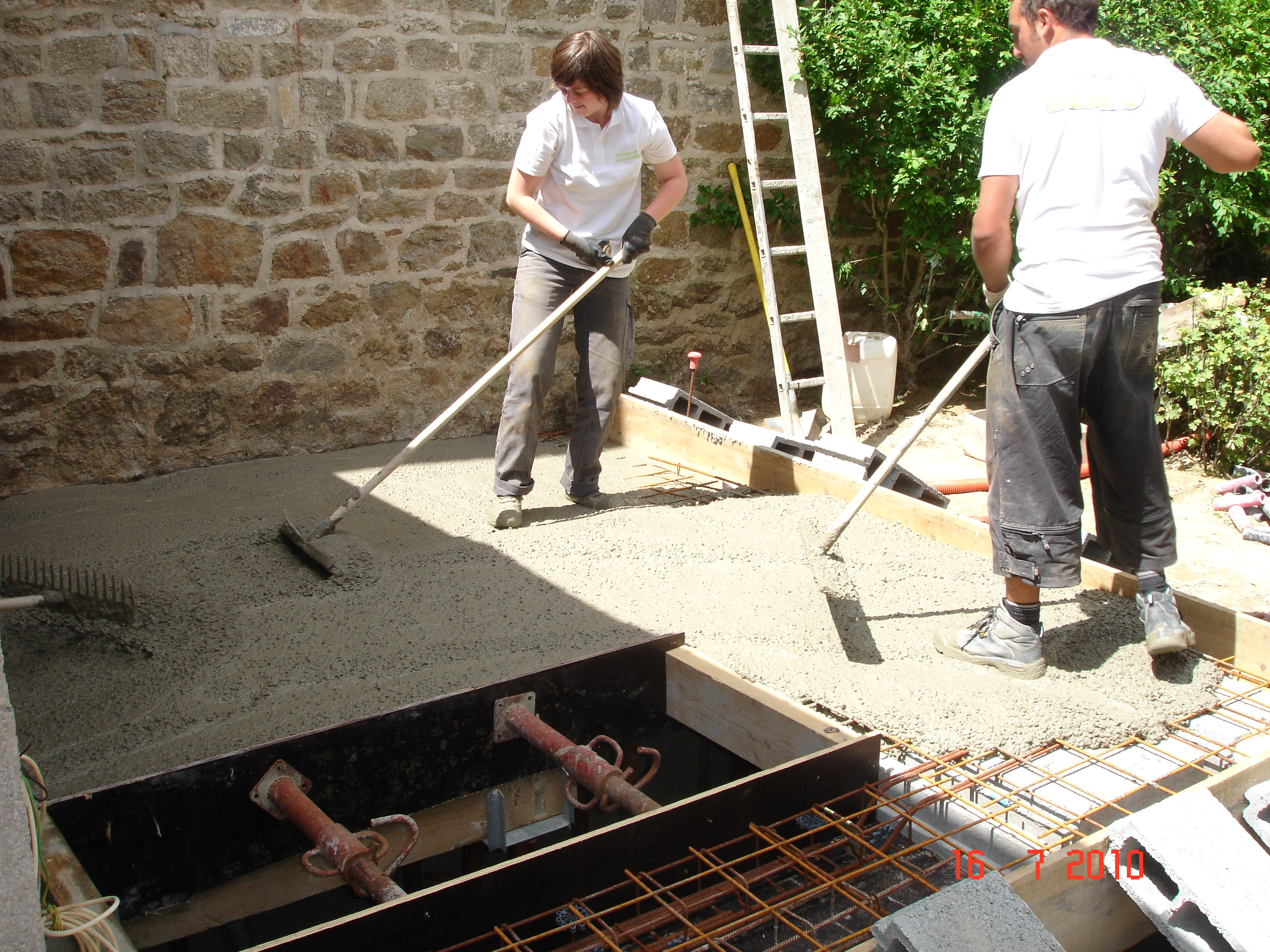
Coulage d'une dalle de compression sur un plancher poutrelles et hourdis. Ici, il s'agit du plancher haut d'une cave à vin

### Dalle extérieure
Les grandes surfaces dallées de béton armé nécessitent un découpage en dalles unitaires réunies tout en restant désolidarisées, avec des joints pouvant  absorber les effets du tassement différentiel du sol pour chaque dalle. Elles peuvent être posées sur des poteaux et parfois des portiques si elles sont autoporteuses avec dans certains cas des poutres intégrées ou des murs auxquelles elles sont liées ainsi qu'une certaine forme de prise .
La dalle doit être étanchée avec un revêtement au-dessous des  surfaces accessibles et avoir une forme de pente pour recueillir les eaux pluviales et les évacuer.(en extérieur) Elle peut être le support pour une couche de terre pour jardin suspendu, pour du bitume de voirie automobile, pour des dallettes constituant des passages, pour du mobilier extérieur.
On a utilisé des dalles simples pour faire des autoroutes ou des couloirs de bus, elles n'ont pas d'éléments porteurs et de structure de rigidité, elles sont cependant sujettes à la rupture en fatigue par déflection (avec le poids par essieu) et présentent un inconfort d'usage dû à la discontinuité aux joints, l'effet des rebords.